# Stomoxys sitiens
Stomoxys sitiens är en tvåvingeart som beskrevs av Camillo Rondani 1873. Stomoxys sitiens ingår i släktet Stomoxys och familjen husflugor. Inga underarter finns listade i Catalogue of Life.